# Aphodius lividus
Aphodius lividus es una especie de coleóptero de la familia Scarabaeidae.

## Distribución geográfica
Habita en todo el planeta, excepto Oceanía y las zonas polares.